# Masiela Lusha
Masiela Lusha (Tirana, 23 oktober 1985) is een Amerikaans actrice, dichteres, en romanschrijfster van Albanese afkomst. Hoewel ze vooral bekend is om haar poëzie, oogstte ze ook faam met haar roman, The Besa.

## Biografie
Lusha werd geboren in Tirana, de hoofdstad van Albanië, en is het enige kind van Max en Daniela Lusha. In 1990 verlieten Lusha en haar gezin Albanië als vluchtelingen. Het gezin van Lusha verhuisde eerst naar Boedapest (Hongarije) en vervolgens naar Wenen (Oostenrijk).

## Filmografie
- 2000: Father's Love, Lisa
- 2001: Summoning, Grace
- 2001: Lizzie McGuire, Model
- 2002: George Lopez, Carmen Lopez (101 episodes)
- 2003: Clifford's Puppy Days, Nina (46 episodes)
- 2004: Cherry Bomb, Kim
- 2005: Unscripted
- 2006: Law & Order: Criminal Intent, Mira
- 2007: Time of the Comet, Agnes
- 2008: Blood: The Last Vampire, Sharon
- 2009: Ballad of Broken Angels: Harmony, Harmony
- 2009: Lopez Tonight
- 2010: Kill Katie Malone, Ginger
- 2010: Of Silence, Annabelle
- 2010: Signed in Blood, Nina
- 2011: Under the Boardwalk: The Monopoly Story
- 2011: Tough Business, Grace
- 2011: Science of Cool
- 2013: Orc Wars
- 2014: Anger Management, Molly
- 2014: Fatal Instinct, Melissa Gates
- 2016: Sharknado: The 4th Awakens, Gemini
- 2017: Lopez, Masiela
- 2017: Branded, Donna
- 2017: Sharknado 5: Global Swarming, Gemini
- 2018: The Last Sharknado: It's About Time, Gemini
- 2019: My Best Friend's Christmas, Bella Vega

### Poëzie
- Inner Thoughts (1999)
- Drinking the Moon (2005)
- Amore Celeste (2009)
- The Call (2010)

### Proza
- The Besa' (2008)

### Kinderboeken
- Boopity Boop Writes Her First Poem (2010)
- Boopity Boop Goes to Hawaii (2011)

- Bibliothèque nationale de France: cb16578140r (data)
- Gemeinsame Normdatei: 1062487214
- International Standard Name Identifier: 0000 0000 4734 5234
- Library of Congress Control Number: no2007124408
- Virtual International Authority File: 68720471
- WorldCat: E39PBJhhkX9CWpR3Yk34HyXfMP